# Märtensmühle
Märtensmühle ist ein Ortsteil der Gemeinde Nuthe-Urstromtal im Landkreis Teltow-Fläming in Brandenburg.

## Geografische Lage

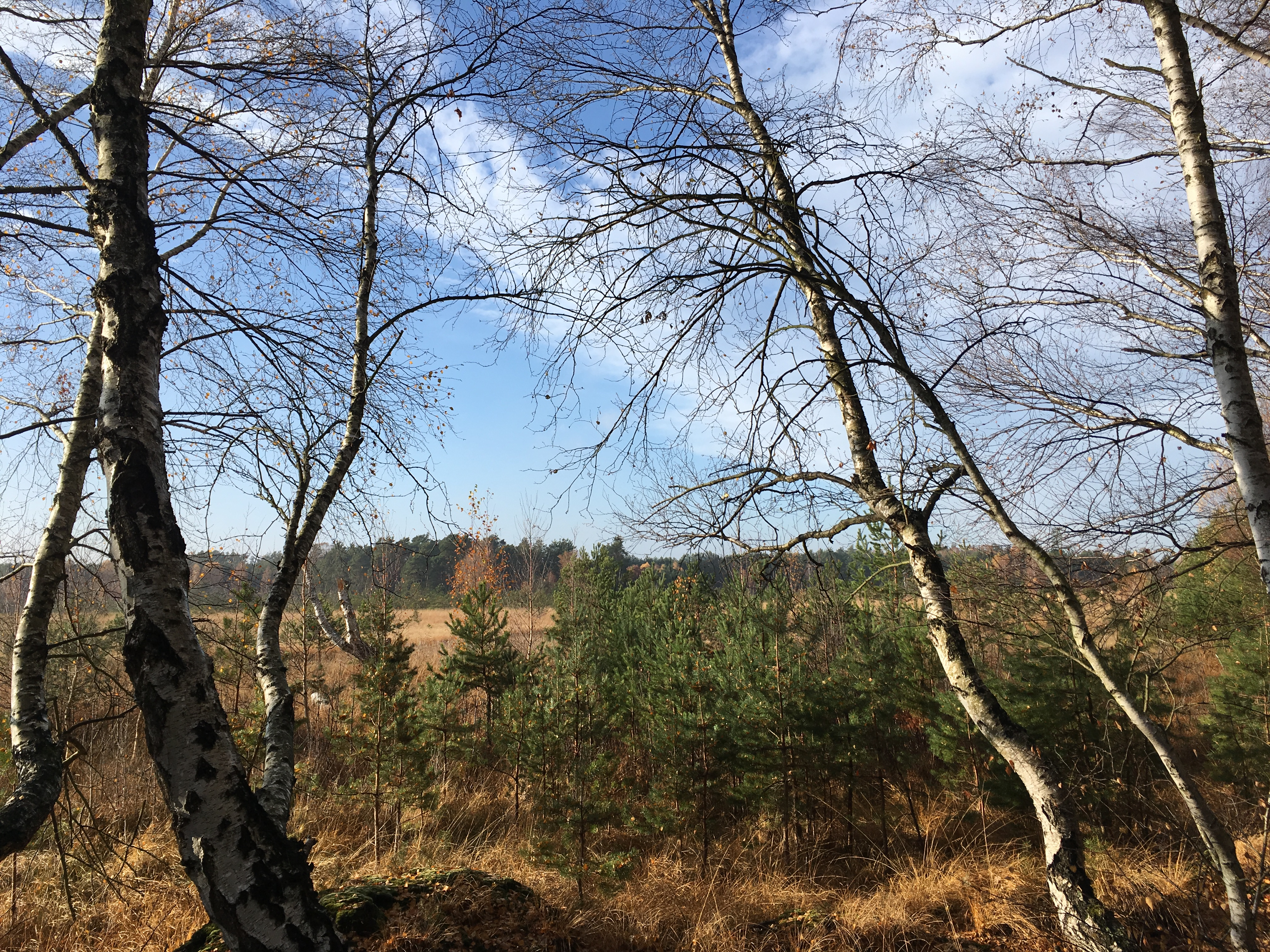
Naturschutzgebiet Rauhes Luch

Der Ort liegt nordwestlich des Gemeindezentrums und ist überwiegend bewaldet. Die angrenzenden Ortsteile und Gemeinden sind (im Uhrzeigersinn, im Norden beginnend): Ahrensdorf, Kliestow, Liebätz, Ruhlsdorf und Hennickendorf. Die Nuthe fließt im östlichen Bereich der Gemarkung in Süd-Nord-Richtung vorbei. Südlich liegt das Naturschutzgebiet Rauhes Luch.

## Geschichte und Etymologie
Die Siedlung wurde vermutlich im 12. Jahrhundert von einem Lokator Martin errichtet. Die erste urkundliche Erwähnung stammt aus dem Jahr 1307, als die Herren von Trebbin zu Blankensee das Dorf (villa) Mertensmo(h)le an das Kloster Zinna in Jüterbog verkauften. Über die Geschichte des Dorfes in den folgenden Jahrzehnten ist bislang nichts bekannt. Erst im Jahr 1480 erschien ein Eintrag im Landbuch der Abtei und des Klosters Zinnas über das Dorf. Es war zu dieser Zeit 16 Hufen groß. Der Dorfschulze bewirtschaftete zwei Lehnhufen, der Lehnmann eine Pachthufe. Es gab weiterhin elf Einhufner und zwei Kossäten. Märtensmühle war zu dieser Zeit nach Luckenwalde eingekircht. Der dortige Pfarrer erhielt von jeder Hufe ein Scheffel Roggen, der Dorfschulze zwei. Anschließend gab es erneut über viele Jahrzehnte keine weiteren Überlieferungen. Im Jahr 1543 erhielt der Pfarrer insgesamt 13 Scheffel Roggen. Peter R. Rohrlach weist in seinem Werk Historisches Ortslexikon für Brandenburg Teil X Jüterbog-Luckenwalde darauf hin, dass auf Grund dieser Abgaben in der Literatur vereinzelt ein kirchlicher Zusammenhang mit Trebbin hergestellt werde, für den es aus seiner Sicht jedoch keine weiteren Beweise gebe. Bei einer Visitation der Kirchen und Klöster im Erzstift Magdeburg im Jahr 1562 wurden im Dorf 18 Hauswirte festgestellt. Für das Jahr 1586 weist das Erbbuch des Amtes Zinna eine gesamte Abgabenlast von 7 Taler zum 70. Pfenning aus. Spätestens im Jahr 1598 war das Dorf nach Liebätz eingekircht.

### 17. Jahrhundert
Um 1600 lebten im Dorf ausweislich eines „Vortzeichnüß der Ämbter, Clöster, Gerichtsjunkern unnd Dorfer im Erzstift Magdeburg“ nur noch 16 Hauswirte. Ein wenig detaillierter war die Angabe in den Huldigungsakten, die für das Jahr 1609 den Dorfschulzen, 13 Hufner und zwei Kossäten auswiesen. Vor dem Dreißigjährigen Krieg gab es ausweislich des Erbbuches des Amtes Zinna aus dem Jahr 1642 „im Frieden“ insgesamt 16 besessene Mann, darunter ein Lehnmann, den Schulzen mit zwei Lehnhufen, einen Einlehnhufner, zwölf Einerbhufner sowie zwei Gärtner. Sie bewirtschafteten 16 Hufen, darunter drei Lehnhufen. Der Pfarrer in Luckenwalde bekam 16 Scheffel Roggen, der Kaplan jährlich von jedem Einwohner 1⁄2 Scheffel Roggen – verbunden mit der Auflage, dass er alle 14 Tage nach Liebätz reisen musste, um dort zu predigen. Nach dem Krieg war das Dorf „halb abgebrannt und mehrenteils wüst“; lediglich noch sechs Hufnerhöfe waren besetzt. Eine weitere Statistik stellte der „Anschlag des Churfürstlichen Brandenburgischen Ambts Zinna incl. Scharfenbrück und Gotto“ aus dem Jahr 1684 dar. Nach ihr gab es insgesamt 16 Güter, die von einem Schulzen, 13 Hufner und zwei Köttern bewohnt wurden. Lediglich ein Hufnerhof lag noch wüst. Zwei Jahre später erschien im „Catastrum des Luckenwaldischen Creyses“ eine ausführliche Darstellung der Bewohner einschließlich der Mengen, die sie auf ihren Feldern aussäen konnten. Demnach besaß der Schulze zwei Hufen mit einer Wohnung, Garten und einer Weide. Er durfte Vieh halten und Holz schlagen. Auf den Feldern brachte er 16 Scheffel aus und erntete drei Fuder Heu. Die elf Hufner besaßen je eine Hufe, ebenfalls ein Haus mit Garten sowie eine Weide und durften ebenfalls Vieh halten und Holz schlagen. Sie brachten auf jeder Hufe 11 Scheffel aus. Ein erstmals erwähnter Schneider kam auf 3 1⁄2 Scheffel und erntete drei Fuder Heu. Ein Kossät hatte drei Scheffel Aussaat und zwei Fuder, während ein Bauerngut nach wie vor wüst lag.

### 18. Jahrhundert
Der Generalpachtanschlag vom Amt Zinna aus dem Jahr 1727 zählte für Märtensmühle den Lehnschulzen, 13 Kufner, zwei Kossäten und einen Schmied. Aus dem Folgejahr ist eine Aussaatliste überliefert, nach der die 14 Bauern insgesamt 16 Hufen bewirtschafteten und dort 7 Wispel 6 Scheffel 4 Metzen ausbrachten; die zwei Kossäten insgesamt 6 Scheffel. Im Jahr 1738 gab es ausweislich einer Prästationstabelle des Amtes Zinna im Dorf zwei Zweihufner (darunter den Lehnschulzen), zwölf Einhufner, zwei Kossäten und den Schmied, während die „Spezifikation der Dörfer und Städte der Kurmark von 1745“ lediglich von 14 Hufnern und zwei Kossäten berichtete. Sie wurden im Jahr 1745 als 14 erbliche Bauern und zwei erbliche Kossäten ausgewiesen. Im Jahr 1749 lebten auf 16 Hufen insgesamt 14 Vollspänner, zwei Kossäten und zwei Häusler. Ein weiterer Generalpachtanschlag des Amtes Zinna aus den Jahren 1749/1755 berichtete von 14 Hufnern, darunter zwei Zweihufner (einer davon der Lehnschulze) und zwölf Einhufnern. Es gab zwei Kossäten, den Schmied und drei Büdner (davon ein Musketier) sowie einen einzelnen Einlieger. Sie bewirtschafteten 64 Morgen (Mg) 130 Quadratruten (QR) Wiese. Die Familienstandstabellen der Amtsdörfer und Stadt Luckenwalde aus dem Jahr 1772 führen für Märtensmühle 14 Hufner auf, darunter den Dorfschulzen. Es gab zwei Kossäten, fünf Büdner, einen Kuhhirten, einen Pferdehirten, einen Schäfer und erstmals auch einen Schulmeister. Im Ort lebten 24 Männer und 25 Frauen sowie ein als „alter“ Wirt bezeichneter Mann sowie zwei alte Frauen. Es gab 16 Söhne, die älter als 10 Jahre waren (9 darunter) und 8 Töchter, die älter als 10 Jahre waren (12 waren jünger). Die Statistik verzeichnete weiterhin elf Knechte und 13 Mägde sowie einen Einlieger mit einem Mann, drei Frauen, einem Sohn und einer Tochter. Im Jahr 1775 erschien erstmals die Bezeichnung Märtensmühle. Die „Historischen Tabellen der Kurmark 1789/1791“ führten für das Jahr 1791 insgesamt 14 Bauern, zwei Kossäten, sechs Büdner und sieben Hausleute oder Einlieger auf. Es gab in Märtensmühle zu dieser Zeit 24 Feuerstellen (=Haushalte).

### 19. Jahrhundert
Im Jahr 1801 gab es nach Bratring im Dorf den Lehnschulzen, 13 Ganzbauern, zwei Ganzkossäten, drei Büdner, drei Einlieger und einen Krug. Die Gemarkung war mittlerweile auf 38 Bauernhufen angewachsen bei weiterhin 24 Feuerstellen angewachsen. Ausweislich einer statistischen Übersicht des Amtes Zinna bewirtschafteten die Einwohner im Jahr 1811 insgesamt 115 Mg 30 QR und brachten dort 5 Wispel 9 Scheffel 9 Metzen Aussaat aus. Zwei Jahre später lebten im Dorf der Lehn- und Gerichtsschulze, 14 Bauern, zwei Kossäten und fünf Büdner. Es gab ein Schulhaus sowie zwei Hirtenhäuser und 25 Hauseigentümer. Aus dem Jahr 1818 ist die Existenz eines Gast- und Schankwirts, eines Ölschlägers und zwei Stellmacher überliefert. Detaillierte waren die Angaben aus dem Jahr 1837. Demnach gab es einen Schneidermeister, drei Webstühle sowie je zehn männliche und weibliche Dienstboten und 26 Wohnhäuser. Das Ortschaftsverzeichnis von 1858 führt für Märtensmühle drei öffentliche, 31 Wohn- und 52 Wirtschaftsgebäude auf. Die Gemarkung war 2410 Morgen groß, darunter 861 Morgen Weide, 804 Morgen Acker, 395 Morgen Wald, 320 Morgen Wiese, 20 Morgen Gehöfte und 10 Morgen Gartenland. In dieser Zeit erschien im Jahr 1861 die Schreibweise Mertensmühle; 1898 die amtliche Schreibweise Märtensmühle. Im Jahr 1891 bestanden das Dorf sowie ein Forsthaus.

### 20. Jahrhundert

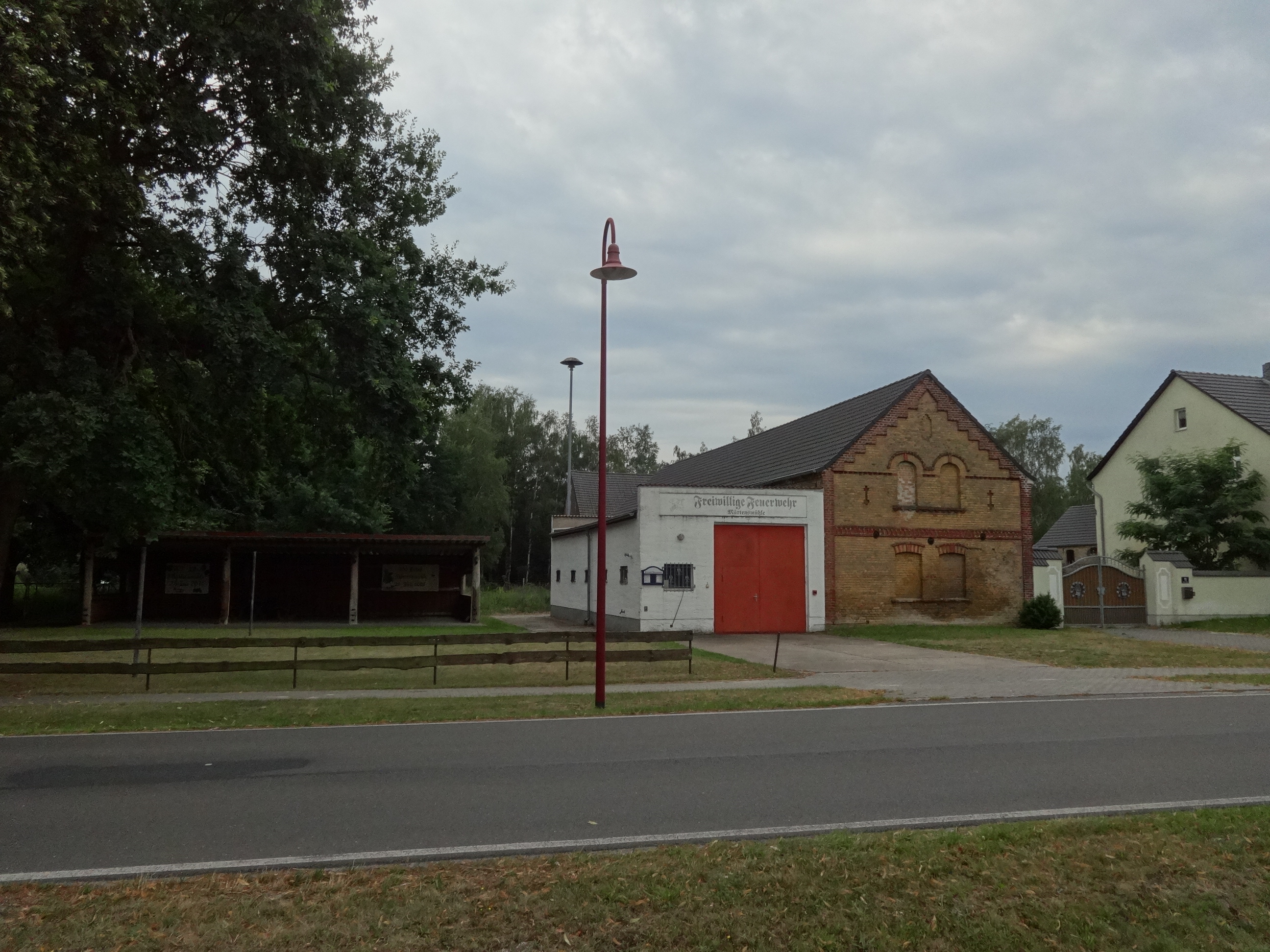
Gebäude der Freiwilligen Feuerwehr

Aus dem Viehstands- und Obstbaumlexikon ist bekannt, dass im Jahr 1900 im Dorf 45 Häuser auf 685 Hektar Land standen. Die fünf Büdner besaßen 4,68 Hektar, 4,10 Hektar, 3,74 Hektar, 2,98 Hektar und 1,60 Hektar Land, ein Büdner und Fuhrherr 1,72 Hektar, der Gastwirt 3,62 Hektar. Die 14 Hufner besaßen 44,67 Hektar, 41,92 Hektar, 40,73 Hektar, 39,81 Hektar, 39,50 Hektar, 38,91 Hektar, 37,81 Hektar, 37,27 Hektar, 36 Hektar, 34,59 Hektar, 33,84 Hektar, 31,71 Hektar, 29,25 Hektar und 25 Hektar Land, der Lehngutsbesitzer 66,92 Hektar sowie zwei Stammgutsbesitzer 6,82 Hektar bzw. 4 Hektar. Das Gemeindelexikon aus dem Jahr 1932 führt für das Jahr 1931 einen Bestand von 41 Wohnhäusern mit 69 Haushaltungen auf. Im Jahr 1939 gab es 14 land- und forstwirtschaftliche Betriebe, die zwischen 20 und 100 Hektar bewirtschafteten. Drei Betriebe waren zwischen 10 und 20 Hektar, 14 zwischen 5 und 10 Hektar sowie 7 zwischen 0,5 und 5 Hektar groß.
Nach dem Zweiten Weltkrieg wurden 55,8 Hektar Fläche enteignet, darunter 51,7 Hektar Wald, 2,6 Hektar Wiese und Weide, 1,2 Hektar Wege und Ödland sowie 0,3 Hektar Gewässer. Davon wurden 24,7 Hektar auf sechs landarme Bauern und 1,1 Hektar auf zwei nichtlandwirtschaftliche Arbeiter und Angestellte aufgeteilt. Insgesamt 24,8 Hektar gingen als Waldzulage an 14 Altbauern sowie 1,5 Hektar an die Gemeinde. Im Jahr 1953
gründete sich eine LPG vom Typ I mit zunächst 16 Mitgliedern und 142 Hektar landwirtschaftlicher Nutzfläche. Sie ging im Jahr 1958 in eine LPG Typ III über und wuchs bis zum Jahr 1960 auf 126 Mitglieder und 915 Hektar Fläche an. Vier Jahre später wurde sie an die LPG Typ I Ahrensdorf angeschlossen, die später zu einer LPG T überging. Im Jahr 1960 bestand weiterhin eine LPG I, die 1961 insgesamt elf Mitglieder und 84 Hektar Fläche hatte und ein Jahr später an die LPG Typ III angeschlossen wurde. Im Jahr 1969 wurden Ahrensdorf und Liebätz als Ortsteile eingemeindet. Im Jahr 1983 bestanden die LPG mit der Brigade Ahrensdorf und die Revierförsterei Märtensmühle.
Am 6. Dezember 1993 wurde Märtensmühle in die neue Gemeinde Nuthe-Urstromtal eingegliedert.

## Bevölkerungsentwicklung
| Jahr      | 1772 | 1791 | 1801 | 1817 | 1837 | 1858 | 1871 | 1885 | 1895 | 1905 | 1925 | 1939 | 1946 | 1964 | 1971 | 1981 |
| Einwohner | 127  | 154  | 154  | 180  | 211  | 223  | 252  | 277  | 247  | 231  | 206  | 196  | 306  | 631  | 574  | 489  |

## Sehenswürdigkeiten

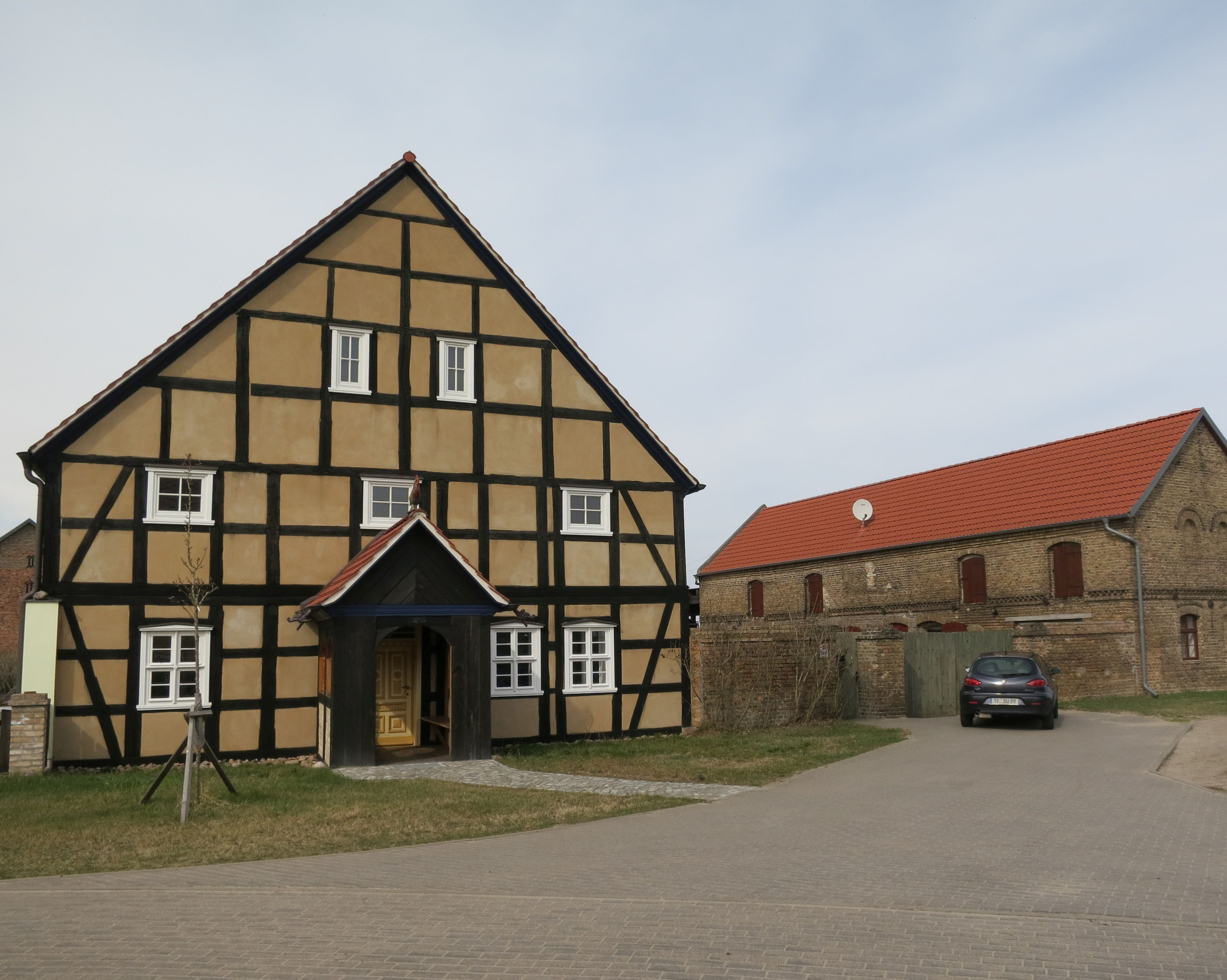
Wohnhaus in der Lindenallee 22

- Das Wohnhaus in der Lindenallee 22 steht unter Denkmalschutz.
- Denkmal für die Opfer aus dem Ersten Weltkrieg an der Lindenallee.
- Naturschutzgebiet Rauhes Luch
- Durch den Ort führt der Fledermausweg, ein rund 11 km langer Wanderweg und Teil des FlämingWalks.[4] Er verbindet den Ortsteil mit Hennickendorf und ist nach Fledermäusen benannt, die in einer zuvor militärisch genutzten Anlage im Naturschutzgebiet Bärluch heimisch geworden sind.

## Wirtschaft, Politik und Infrastruktur
Im Ort existieren neben einigen Handwerkern und Kleingewerbetreibenden ein Holz verarbeitender Betrieb, ein Reifenhandel sowie ein professionell betriebener Angelteich.
Der Ortsvorsteher ist Detlef Kauert.
Die Kreisstraße 7220 führt von Trebbin aus in nördlicher Richtung in den Ort und in südwestlicher Richtung über Ruhlsdorf nach Luckenwalde. Die Verkehrsgesellschaft Teltow-Fläming bindet den Ortsteil mit der Linie 757 nach Luckenwalde und Trebbin an.